# Полша във Втората световна война
Полша участва във Втората световна война на страната на Съюзниците от 1 септември 1939 година до края на войната.
Нападението на Германия срещу Полша, последвано от нападение на Съветския съюз, поставя началото на Втората световна война, и за около месец германско-съветските сили окупират цялата страна. Президентът Владислав Рачкевич се евакуира в Лондон, заедно с правителството на Владислав Шикорски, което продължава да действа в изгнание и организира собствени въоръжени сили. В страната се организира Съпротивително движение. Около 90% от полските евреи, към 3 милиона души, загиват в Холокост. Съветските войски отново навлизат в Полша през 1944 година, завземайки цялата ѝ територия на в началото на 1945 година. Те унищожава основната част от Съпротивителното движение, затвърждават анексията на полски територии от 1939 година и налагат в страната сателитен тоталитарен режим.